# Ganj Dundawara
Ganj Dundawara é uma cidade e um município no distrito de Etah, no estado indiano de Uttar Pradesh.

## Demografia
Segundo o censo de 2001, Ganj Dundawara tinha uma população de 41,245 habitantes. Os indivíduos do sexo masculino constituem 53% da população e os do sexo feminino 47%. Ganj Dundawara tem uma taxa de literacia de 44%, inferior à média nacional de 59.5%: a literacia no sexo masculino é de 51% e no sexo feminino é de 38%. Em Ganj Dundawara, 18% da população está abaixo dos 6 anos de idade.